# Liste der Langlaufloipen in Slowenien
Die folgende Liste enthält die Langlaufloipen in Slowenien.
| Loipe                   | Gemeinde            | Kilometer |
| ----------------------- | ------------------- | --------- |
| Kranjska Gora – Planica | Kranjska Gora       | 40        |
| Pokljuka                | Bled, Bohinj, Gorje | 30        |
| Bohinj                  | Bohinj              | 70        |
| Rogla                   | Zreče               | 24        |
| Jezersko                | Jezersko            | 15        |
| Logarska dolina         | Ljubno              | 13        |
| Mariborsko Pohorje      | Maribor             | 36        |
| Kope                    | Slovenj Gradec      | 16        |
| Cerkno                  | Cerkno              | 5         |
| Bloke                   | Bloke               | 20        |
| Kanin                   | Bovec               | 8         |
| Golte                   | Mozirje             | 5         |